# Deutsch-Niederländische Handelskammer
Die Deutsch-Niederländische Handelskammer (kurz AHK Niederlande, niederländisch Duits-Nederlandse Handelskamer; kurz DNHK) ist eine Vereinigung deutscher und niederländischer Unternehmen, mit dem Ziel der Förderung der Handelsbeziehungen zwischen beiden Ländern.
Sie ist Teil des Netzwerkes der vom Deutschen Industrie- und Handelskammertag (DIHK) anerkannten Auslandshandelskammern (AHK) der Bundesrepublik Deutschland und vertritt die deutsche Wirtschaft in den Niederlanden. Neben ihrem Hauptsitz in Den Haag verfügt sie über Vertretungen in Düsseldorf, Berlin und Frankfurt am Main.

## Geschichte

### Gründung und frühe Entwicklung
Am 11. April 1905 trafen niederländische Kaufleute bei einer Versammlung in Düsseldorf den Entschluss, eine eigene Vertretung ihrer Interessen zu gründen. Sie gründeten die Het Eerste Nederlandsche Koopmansgilde (Die erste niederländische Kaufmannsgilde). Am 18. November 1905 nahm die Kaufmannsgilde offiziell ihre Tätigkeit auf mit dem Ziel „die Niederlande und die niederländischen Erzeugnisse aus Landwirtschaft, Viehzucht und Industrie als auch die kolonialen Produkte aus dem Ausland bekannt zu machen und umgekehrt die niederländischen Händler über die Quellen im Ausland zu informieren, die solche Artikel liefern, die unser Land nicht oder nur in unzureichendem Maße hervorbringen kann.“ Der niederländische Unternehmer Adolf Hendrix wurde erster Vorsitzender. Zudem bemühte sich die Kaufmannsgilde, Handelshindernisse zwischen Deutschland und den Niederlanden abzubauen und Maßnahmen zur Förderung des Handels anzuregen. Außerdem sollten Bahn-, Post- und Telefonverbindungen zwischen Deutschland und den Niederlanden verbessert werden.
Bereits kurz nach Ende des Ersten Weltkriegs wurden neue Niederlassungen der Kammer eröffnet, die auch in Deutschland die Erlaubnis erhielten, den Namen Handelskammer zu führen. In Deutschland wurden im selben Jahr Niederlassungen in Frankfurt am Main, Hamburg und Krefeld gegründet. In den Folgejahren kamen weitere Standorte in Mainz, Dortmund, Leipzig und Mannheim hinzu. Am Ende der 1920er-Jahre wurde sogar ein Büro in Batavia, Niederländisch-Indien, gegründet.
In den 1920er-Jahren waren die deutsch-niederländischen Wirtschaftsbeziehungen schwierig. In den Zeiten der Hyperinflation, der Besetzung des Ruhrgebiets und der Weltwirtschaftskrise versuchte die Kammer ihre Mitglieder zu unterstützen. Wegen der Wirtschaftskrise verhängten die Behörden beider Länder immer mehr Handelsbeschränkungen.
Obwohl die nationalsozialistische Regierung der Handelskammer versicherte, dass sie ihre Arbeit ungehindert fortsetzen könne, erwies sich dies in der Praxis als Trugschluss. Der Hauptsitz der Kammer, der sich seit 1926 in Frankfurt befand, wurde deshalb 1933 nach Den Haag verlegt. Als Deutschland 1939 den Zweiten Weltkrieg begann, sorgte dies für größere Beschränkung der Handelsbeziehungen zwischen Deutschland und den Niederlanden. Nach dem Einmarsch deutscher Truppen in die Niederlande im Mai 1940 vertrat die Kammer nur noch niederländische Interessen und behandelte Deutschland als Besatzungsmacht. Kurz nach der Besetzung der Niederlande forderten die deutschen Behörden von der Handelskammer, ihren jüdischen Mitarbeitern zu kündigen. Sowohl der Vorsitzende Henri Gelissen als auch die anderen Vorstandsmitglieder wollten darauf nicht eingehen. Um die Kammer nicht zu gefährden, beschloss der jüdische Vizevorsitzende Albert Spanjaard, freiwillig von seinem Amt zurückzutreten.  Theodoor Metz, ebenfalls Jude, der 1914 der erste Geschäftsführer der Kammer geworden war und dieses Amt noch immer bekleidete, kündigte ebenfalls und fungierte stattdessen als freier Berater. De facto trat Metz weiterhin als Geschäftsführer auf. Im Mai 1943 erhielt die Handelskammer den Aufhebungsbefehl. Die Handelskammer wurde geschlossen, das Archiv vernichtet und das Personal entlassen. Ab Mitte 1943 existierte die Handelskammer nicht mehr.

### Wiedereröffnung, Nachkriegsentwicklung und Zuwachs
Nach Gesprächen im Frühling 1946 nahm die Handelskammer ab dem 1. April 1946 in Den Haag wieder ihre Arbeit auf. Bereits 1947 organisierte die Kammer Reisen nach Hannover und Leipzig, um die dortigen Messen zu besuchen. Sie setzte sich für die Verbesserung des gegenseitigen Verständnisses zwischen Deutschen und Niederländern ein. 1954 erreichte der Handel zwischen Deutschland und den Niederlanden ein Rekordniveau, sodass beide Länder wieder gegenseitig ihre besten Kunden waren. Ab Anfang 1954 konnten dank einer Satzungsänderung erstmals auch Deutsche in den Geschäftsführenden Ausschuss aufgenommen werden. Durch die Satzungsänderung erhielt die Kammer einen paritätischen Charakter, blieb aber zunächst eine niederländische Organisation. 1956 erklärte sich die Handelskammer zu einer paritätischen Organisation und bekam einen neuen Namen: Deutsch-Niederländische Handelskammer, im Niederländischen Nederlands-Duitse Kamer van Koophandel.
1973 erfolgte der Umzug in ein Patrizierhaus aus dem späten 19. Jahrhundert am Nassauplein 30, Den Haag, das bereits 1971 gekauft worden war. Das Gebäude wurde am 3. Mai 1973 offiziell mit einer Rede von Otto Wolff von Amerongen, dem damaligen Vorsitzenden des Deutschen Industrie- und Handelskammertags (DIHK) und dem Besuch des niederländischen Wirtschaftsministers Harrie Langman eröffnet.
In den 80er-Jahren baute die Handelskammer ihre Dienste rund um Export, Marketing, Messevertretung und Recht weiter aus. Nach dem Fall der Mauer im November 1989 erhielt die Handelskammer zahlreiche Anfragen von Mitgliedern, die sich für Handelskontakte mit Ostdeutschland interessierten.

### Entwicklungen im neuen Jahrtausend
Der seit 1956 verwendete niederländische Name Nederlands-Duitse Kamer van Koophandel wurde 2006 in Nederlands-Duitse Handelskamer geändert. Die Bezeichnung sollte den grenzüberschreitenden Charakter der Organisation unterstreichen und auf den deutschen Begriff der Handelskammer anspielen. Im Jahr 2006 wurde die Repräsentanz in Düsseldorf, im Jahr 2007 Berlin und 2016 ein Büro in Frankfurt am Main eröffnet.
Seit 2008 vergibt die Handelskammer jährlich den Deutsch-Niederländischen Wirtschaftspreis an innovative deutsch-niederländische Projekte und Unternehmen. Zu den früheren Preisträger gehören beispielsweise Picnic, Sendcloud, Lautsprecher Teufel oder das Wasserstoff-Projekt „Super-Surf“.
Seit 2012 setzt sich die Handelskammer, gemeinsam mit der deutschen Botschaft, dem Goethe-Institut sowie dem Duitsland Instituut Amsterdam, für die deutsche Sprache an Schulen und Berufsschulen ein. Unter dem Motto „Mach mit!“ gibt es zahlreiche Aktivitäten wie den jährlichen Tag der deutschen Sprache.

## Organisation und Struktur
Der von der Mitgliederversammlung gewählte Vorstand vertritt die Handelskammer nach außen. Dieser wählt aus seiner Mitte einen Geschäftsführenden Ausschuss, dem die Leitung der Handelskammer obliegt. Vorstandsmitglieder werden für einen Zeitraum von drei Jahren gewählt und bestehen, wie auch der Geschäftsführende Ausschuss, aus einer gleichen Anzahl deutscher und niederländischer Mitglieder.
Der Vorstand wählt aus seiner Mitte einen Präsidenten und einen Vize-Präsidenten im dreijährigen Turnus. Die Funktion wird abwechselnd von einem deutschen und niederländischen Vorstandsmitglied bekleidet. Die laufenden Geschäfte werden durch eine Geschäftsführung und ein Team von ca. 40 Mitarbeitern und Mitarbeiterinnen erledigt. Die Handelskammer betreut ca. 1500 Mitgliedsunternehmen.
Die Deutsch-Niederländische Handelskammer wird durch Entgelte für Dienstleistungen, Mitgliedsbeiträge und einen Zuschuss des Bundesministeriums für Wirtschaft und Energie finanziert.

### Präsidenten
- 1905–1915: Adolf Hendrix
- 1918–1926: Hendrik Coenraad Dresselhuys
- 1926–1939: Carel J. A. Begeer
- 1939–1959: Henri C. J. H. Gelissen
- 1959–1962: Joseph Horatz
- 1962–1965: Henri C. J. H. Gelissen
- 1965–1968: Rudolf Beckmann
- 1968–1971: Jan Pieter van den Bent
- 1971–1974: Dr. Günther Hatje
- 1974–1977: Abraham Verhage
- 1977–1980: Dr. Günther Hatje
- 1980–1983: Berthold Henny
- 1983–1986: Wilhelm von Ilsemann
- 1986–1987: Pierre J. Lardinois
- 1987–1989: Berthold Henny
- 1989–1992: Heinz Arno Wascheck
- 1992–1995: Gerrit J. Doeksen
- 1995–1998: Karlheinz Rösener
- 1998–2001: Hessel Lindenbergh
- 2001–2004: Gerhard Niebuhr
- 2004–2007: Hessel Lindenbergh
- 2007–2010: Kurt Döhmel
- 2010–2012: Dick de Boer
- 2012–2014: Thomas Hoyer
- 2014–2017: Ab van der Touw
- 2017–2020: Werner Schaurte-Küppers
- 2020–2023: Ron van het Hof
- seit 2024: Eva van Pelt

## Dienstleistungen
Die Handelskammer ist Anbieter von Dienstleistungen, insbesondere für die mittelständische Wirtschaft auf deren Weg zur Erschließung neuer Märkte. Zu diesen Serviceleistungen gehören u. a.
- Vermittlung von Geschäftskontakten
- Unternehmerreisen
- Interim Export Management
- Handelsregister & Bonität
- Unternehmensnachfolge & Office Service
- Messeteilnahme
- Personalsuche und -Auswahl
- Rechtsberatung & Unternehmensgründung
- Lohn- & Finanzbuchhaltung
- Fiskalvertretung
- Trainings & Seminare

## Publikationen
Die Deutsch-Niederländische Handelskammer veröffentlicht regelmäßig verschiedene Publikationen, wie das Wirtschaftsmagazin MARKT, das digitale Mitgliedermagazin NETZWERK, den Newsletter FACT und den Jahresbericht.
- Industrie- und Handelskurier der Deutsch-Niederländischen Handelskammer. Düsseldorf 1967, DNB 012937495.
- MARKT: das deutsch-niederländische Wirtschaftsmagazin. DNHK, Den Haag 2004, DNB 983959013.